# 查尔斯橡树座

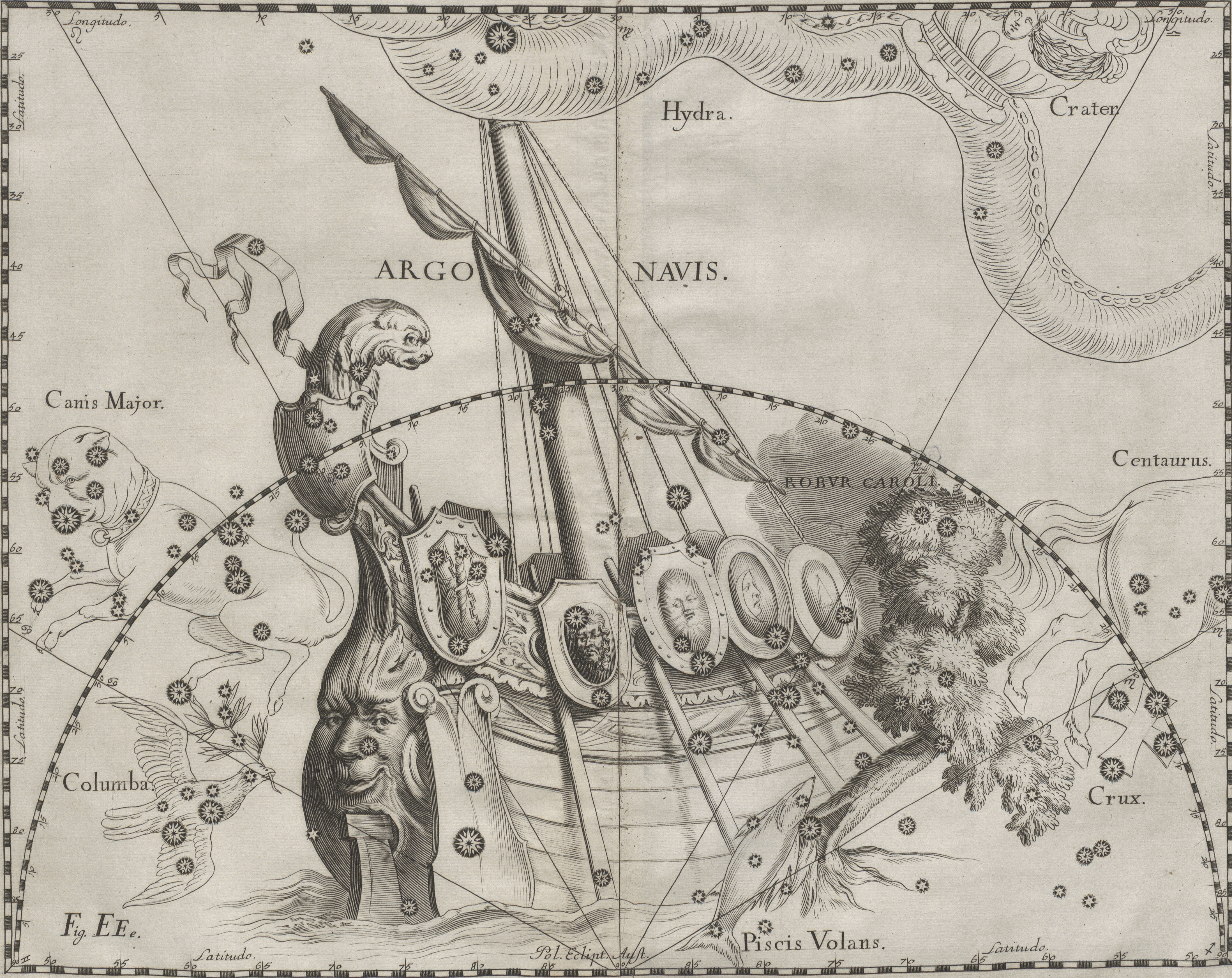
星图中的查尔斯橡树座(右下)

查尔斯橡树座（拉丁语：Robur Carolinum）是一个已经被废除的星座，1679年由英国皇家学会天文学家爱德蒙·哈雷创立，象征英格兰国王查理二世在武斯特战役中被奥利弗·克伦威尔击溃后在逃跑的路上曾隐藏躲避敌人搜寻的橡树。
查尔斯橡树座位于现在的船尾座和南十字座之间。